# Presidio de Lamego
El Presidio de Lamego se localizaba en la margen derecha del río Guaporé guarneciendo la frontera del actual estado de Rondonia, en el Brasil. Formaba parte de un sistema de fortificaciones establecidas por Portugal.

## Historia
El gobernador y capitán general de la Capitanía de Mato Grosso, Antônio Rolim de Moura Tavares (1751-1764), procuró militarizar el río Guaporé, a fin de impedir el establecimiento de los españoles en territorio portugués. Entre las acciones que realizó, en 1754 estableció una aldea (misión religiosa) denominada São João dos Índios, poblado que reunía elementos de varias etnias indígenas. Ese poblado fue rebautizado en 1769 como Lamego, integrante del Distrito de Mato Grosso.
SOUZA (1885) relacionó esta estructura entre los presidios fundados en la región al final del siglo XVIII, en su mayoría por el gobernador Luís de Albuquerque de Melo Pereira e Cáceres, destinados a impedir las incursiones de los españoles y de los indígenas, y para defensa de la navegación y comercio entre el Norte de la Capitanía de Mato Grosso y el Pará.
BARRETTO (1958) computa el Presidio de las Piedras Negras y éste Presidio de Lamego, como una única estructura: el Presídio de Pedras do Lamego.